# マニヤタ・ダット
マニヤタ・ダット（Manyata Dutt、1978年7月22日 - ）は、インドの実業家。サンジャイ・ダット・プロダクションのCEO。

## 人物
ムンバイのムスリム家庭出身で、誕生時の名前は「ディルナワーズ・シャイフ(Dilnawaz Shaikh)」だった。幼少期はドバイで育ち、成長後は映画業界で「サラ・カーン(Sara Khan)」名義で活動していた。しかし、父の死去により映画界から離れ、家業の経営に専念するようになった。
メーラージ・ウル・レフマンと結婚したが、離婚している。2006年にプロデューサーのニティン・マンモハンの紹介でサンジャイ・ダットと知り合ったとされており（マニヤタは9年前から面識があったと語っている）、2007年1月のスター・スクリーン・アワード授賞式で初めて2人で公の場に登場した。サンジャイはこのころから周囲に対して、マニヤタを自分の妻として紹介するようになった。2008年2月7日にサンジャイとゴア州でプライベート・ウェディングを挙げ、2010年10月21日に双子の1男1女を出産している。

## キャリア
サンジャイとの結婚前にはビデオ作品『Lovers Like Us』に出演しており、後にサンジャイは同作の映画化権利を200万ルピーで購入している。
プラカーシュ・ジャーの『Gangaajal』でアイテム・ナンバーを演じたことで知られている。また、プリヤダルシャンの『Mere Baap Pehle Aap』への出演でも知られている。